# Giovanni Boero
Giovanni Boero (Villanova d'Asti, 15 settembre 1878 – Parigi, 1958) è stato un politico italiano.

## Biografia
Lavorò dapprima come decoratore a Torino, nel 1899 emigrò a Marsiglia e poi in Svizzera. Tornato a Torino nel 1910, divenne uno dei principali esponenti del socialismo intransigente (i «rigidi»). Nel 1917, partecipò alle manifestazioni contro la guerra e, nel 1918, fu eletto segretario della Federazione socialista torinese. Sostenne fermamente l'adesione alla Terza Internazionale e la rottura con il Psi; con Virgilio Verdaro fu tra i più strenui difensori delle tesi astensioniste di Bordiga, che votò al XVI Congresso del PSI (Bologna, 5-8 ottobre 1919). Durante l'occupazione delle fabbriche (estate 1920), partecipò al movimento dei consigli e collaborò con il giornale di Gramsci, «L'Ordine Nuovo». Nell'ottobre 1920, con gli astensionisti di Torino, invitò alla rottura immediata con il Psi, che fu respinta da Bordiga. Dirigente del PCd'I, fu costretto a emigrare in Francia già nell'aprile 1923, dove si legò all'opposizione comunista di sinistra. Contrario alla «svolta» del 1929-1930 (socialfascismo), aderì alla Nuova Opposizione Italiana e collaborò al suo bollettino, firmandosi Barba-Gianni. Per tutti gli anni Trenta, prese parte a tutte le iniziative del movimento trotskista, collaborando a varie pubblicazioni: «Bollettino d'Informazione» dei Bolscevico-Leninisti italiani, «L'Operaio», «Avanti!» dei socialisti massimalisti e anche con «Il Nuovo Avanti!» dei socialisti riformisti. Durante l'occupazione tedesca, sostenne la lotta armata e, alla liberazione di Parigi (agosto 1944), fu sulle barricate. Dopo la guerra, pur vivendo in Francia, aderì al Partito Comunista Internazionalista e scrisse su «Battaglia Comunista». In seguito i rapporti si allentarono; nel 1947 sostenne la Sezione autonoma di Torino, animata da Luigi Gilodi e, nel 1949 ebbe contatti con il Partito Operaio Comunista che, sul proprio giornale, «L'Internazionale», pubblicò alcuni suoi scritti, riguardanti la sua ipotesi di un'internazionale su basi rigorosamente operaie. Tesi che fu criticata come «libertaria». Scoraggiato e disilluso, nel 1958 si uccise a Parigi con il gas.